# 3952 Russellmark
3952 Russellmark è un asteroide della fascia principale. Scoperto nel 1986, presenta un'orbita caratterizzata da un semiasse maggiore pari a 2,3857612 au e da un'eccentricità di 0,1532441, inclinata di 1,94784° rispetto all'eclittica.
L'asteroide è dedicato al Russell Mark Group che coaudiuva il Minor Planet Center nella verifica delle dediche delle denominazioni degli asteroidi.